# NGC 5804
NGC 5804 ist eine 13,1 mag helle Balkenspiralgalaxie mit aktivem Galaxienkern vom Hubble-Typ SB(s)b im Sternbild Bärenhüter am Nordsternhimmel und etwa 191 Millionen Lichtjahre von der Milchstraße entfernt. 
Das Objekt wurde am 15. Mai 1787 vom deutsch-britischen Astronomen Wilhelm Herschel mit einem 18,7-Zoll-Spiegelteleskop entdeckt, der sie dabei mit „Two. The preceding vS, vS. The following eF, eS“ beschrieb. Bei der erstgenannten Galaxie handelt es sich um NGC 5797.